# Born This Way (Lied)
Born This Way (deutsch „Auf diese Weise geboren“) ist ein Lied aus dem zweiten Studioalbum der US-amerikanischen Sängerin Lady Gaga, das von ihr und Jeppe Breum Laursen geschrieben wurde, und von Gaga, Paul Blair, Fernando Garibay und Jeppe Breum Laursen produziert wurde. Der am 11. Februar 2011 veröffentlichte Song ist die erste Singleauskopplung aus ihrem zweiten Studioalbum Born This Way, das am 23. Mai 2011 veröffentlicht wurde.

## Hintergrund
Während sie 2010 für ihre Monster Ball Tour um die Welt tourte, begann sie Ideen für ihr zweites Studioalbum, Born This Way, zu entwickeln. Der erste Song, der geschrieben wurde, war der Titeltrack Born This Way, welchen sie angeblich in zehn Minuten in Liverpool schrieb. Lady Gaga beschrieb den Prozess als Unbefleckte Empfängnis. Sie erklärte: „Ich schrieb den Song in zehn Minuten … und es ist ein komplett magischer Song mit einer Botschaft. Und nachdem ich den Song schrieb, öffneten sich die Tore, und die anderen Songs kamen einfach.“ Perez Hilton war einer der ersten, die den Track anhörten. Er kommentierte: „Born This Way ist ein sehr ‚schwuler Song‘, aber es ist auch ein Lied, das sich auf jedermann beziehen kann, auf uns Außenseiter, auf uns Freaks, auf uns alle, die sich anders fühlen.“ White Shadow, einer der Produzenten des Liedes, erklärte, dass Gaga die Idee und das Thema hinter dem Lied einfiel. „Wir nahmen es in vielen Teilen der Welt auf, auf der Straße, wo immer es auch möglich war. Es hört sich an wie es sich liest, aber nicht wie du denkst, bis du das Lied zum ersten Mal hörst“ erzählte er zum Lied. Gaga wollte ihr eigenes Freiheitslied aufnehmen und erklärte Billboard die Inspiration hinter dem Song:

„Ich will meine ‘this-is-who-the-fuck-I-am’-Hymne schreiben, aber ich will nicht, dass es hinter poetischer Zauberei und Metaphern versteckt ist. Ich will, dass es eine Attacke wird, ein Angriff auf die Frage, weil ich denke, dass speziell in der heutigen Musik alles irgendwie verwaschen wird und die Nachricht in einem lyrischen Spiel versteckt wird. Früher in den frühen 90er Jahren, als Madonna, En Vogue, Whitney Houston und TLC Musik für Frauen, die Schwulengemeinschaft und alle ausgeschlossenen Gemeinschaften machten, waren die Texte und die Melodien sehr ergreifend und sehr spirituell und ich sagte: ‚Das ist die Art von Platte, die ich machen muss. Das ist die Platte, welche die Branche aufrütteln wird.‘ Es geht nicht um den Titel. Es geht nicht um die Produktion. Es geht um das Lied. Jeder könnte ‘Born This Way’ singen. Es könnte irgendwer gewesen sein.“

In der 43. Episode ihrer Internetvideo-Serie Transmission Gagavision erzählte Gaga dem Interviewer, dass die größte Erfahrung, während sie Born This Way schrieb, war, wie sie ihre Unsicherheiten hinter sich lassen konnte und zuversichtlicher werden konnte. „'Born This Way' ist, was Ich bin. Eine Künstlerin in einer Konstanz zwischen halb-Phantasie/halb-Realität in allen Zeiten,“ fügte sie hinzu.

## Coverabbildung und Veröffentlichung

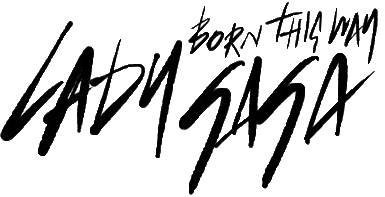
Schriftzug „Born This Way“ aus dem Singlecover

Am 8. Februar 2011 twitterte Lady Gaga die französischen Worte „Trois Jours“ („Three Days“), zusammen mit einem Bild, welches die Coverabbildung von Born This Way darstellen soll. Charlie Amter von The Hollywood Reporter beschrieb die Coverabbildung als „eine Rückkehr zu den klassischen Coverabbildungen der 1980er (Missing Persons, Roxy Music oder Duran Duran) oder der 1970er“. Die Coverabbildung zu Born This Way ist in schwarz-weiß gehalten. Man sieht eine nackte Lady Gaga, die drei ihrer Tattoos zeigt. Tanner Stransky von Entertainment Weekly lobte die Coverabbildung: „Man sieht Lady Gaga auf der Coverabbildung endlich mal fröhlicher als bei ihrem öffentlichen Erscheinungsbild.“ Archana Ram von der gleichen Publikation fiel sofort die sehr starke Ähnlichkeit zur Coverabbildung von Kylie Minogues Single 2 Hearts (2007) auf. Nicole Eggenberger von OK! sagte: „Die Coverabbildung zeigt Lady Gagas wahre Identität. Sie zeigt erneut ihre wilde Seite und zeigt ihren Glamour stolz mit ihrem Make-up!“ Leah Collins von Dose denkt, die Tattoos und das starke Make-up sind eine ironische Anspielung auf den Titel Born This Way. Bill Lamb von About.com sagte: „Die Art, wie Lady Gaga sich auf der Coverabbildung zwischen männlich und weiblich zeigt, zeigt zurück zu Klassikern wie David Bowies Coverabbildung zu Young Americans“.
Nachdem sie 2010 den MTV Video Music Award für das Video des Jahres für „Bad Romance“ bekommen hatte, sang Gaga einige Zeilen aus dem Lied: “I’m beautiful in my way, ’cause God makes no mistakes; I’m on the right track, baby, I was born this way.” Als „Weihnachtsgeschenk“ gab Gaga über Twitter am Neujahrstag 2011 bekannt, dass die Veröffentlichungstermine für das Lied und das Album Born This Way der 13. Februar bzw. der 23. Mai sein werden. Jedoch wurde das Lied bereits zwei Tage zuvor, am 11. Februar, veröffentlicht. Bevor der Song publiziert wurde, stellte Gaga Ende Januar durch Twitter den kompletten Text zu Born This Way ins Internet.

## Kritik
Die Reaktionen auf den Song waren im Allgemeinen positiv, obwohl The Hollywood Reporter und Time die erste Reaktion als gemischt auffassten. Meghan Casserly von Forbes gab dem Lied eine positive Bewertung: „Born This Way hat vielleicht die größte Botschaft aller Lieder. Die Botschaft von Born This Way und der Titel als Hymne spricht jede Person des Planeten an“. Popjustice gab Born This Way eine positive Bewertung und verglich es mit Madonnas Deeper and Deeper, Express Yourself und Vogue.
The Guardian bewertete Born This Way als „eine Disco, die kurioser sei als ihr Fleischkleid.“ Rick Florino von Artistdirect gab Born This Way 5 von 5 Sternen und beschrieb es als „einen modernen Pop-Klassiker“, des Weiteren kommentierte er „Niemand kann eine Melodie gestalten wie Lady Gaga und der Refrain von Born This Way zeigt die Stimmung ihrer Monster“. People bewertete Born This Way als „die Club-Hymne, welche Gagas ganzes gesangliches Können zum Ausdruck bringt“. Billboard gab Born This Way eine positive Bewertung: „Es ist eine großartige Dancefloor-Hymne, welche die Massen begeistern wird. Lady Gaga kann man diesmal nur loben. Ihr starker Gesang und die Botschaft, die Born This Way mit ihrer Sexualität rüberbringt, übertreffen alles“. Nick Levine von Digital Spy gab Born This Way 5 von 5 Sternen und beschrieb es als „Lebens-Hymne in einem fantastischen Popsong“. Sal Cinquemani vom Slant Magazine gab Born This Way ebenfalls eine positive Bewertung: „Die Botschaft und das Lied sind so einzigartig, dass es jeden positiv beeindrucken wird“.
Rob Sheffield von Rolling Stone gab dem Song vier von fünf Sternen und sagte, dass „Born This Way den ganzen komplexen Gaga-Mythos, alle ihre politischen und katholischen Ängste und „verschmierten Lippenstift“, in einen brillanten Pop-Song zusammenfasst. [Der Song ist] ein Ereignis, eine Aussage, der meisterwartete Song in der Geschichte der Schallplattenmusik, oder immerhin seit Britneys Hold It Against Me.“

Lady Gaga singt zum ersten Mal Born This Way bei der Monster Ball Tour im Februar 2011 in Atlantic City

Yahoo Music kritisierte Born This Way mit der Begründung: „überbewertet, Born This Way wird viele Fans nicht das versprechen, was sie von Lady Gaga erwarten“. Ebenfalls wurden Ähnlichkeiten von Born This Way mit When Love Takes Over, Waterfalls und drei Madonna Liedern: Express Yourself, Ray of Light und Vogue, notiert. Annie Yuan von The Hollywood Reporter beschrieb das Lied als „eine wegweisende Pop-Hymne“. Kevin O’Donnell von Spin gab Born This Way eine gemischte Bewertung und verglich das Lied und seine Botschaft mit Michael Jacksons Black or White. Des Weiteren sagte er: „Die Veröffentlichung von Born This Way wird von so einem großen Hype umgeben, dass man denkt, Lady Gaga veröffentliche ein Lied episch wie A Day in the Life von den Beatles oder wie Bohemian Rhapsody von Queen. Stellt euch vor, womit sie aufgekreuzt wäre, wenn sie mehr als 10 Minuten an Born This Way geschrieben hätte.“
Fans und Kritiker bemerkten Ähnlichkeiten zu Madonnas Express Yourself. Einige Kritiker denken, die Ähnlichkeiten zu Express Yourself zerstören die eigentliche Wirkung von Born This Way. Neil McCormick vom Daily Telegraph meinte, die imitative Natur von Born This Way zeige Lady Gagas Schaffen, und kommentierte: „[Eigentlich] ist Born This Way eine neuere Version von Madonnas Express Yourself, mit einem Hauch von Vogue, aber das ist zu viel Madonna für jemanden, der versucht, sich mit einer eigenen Identität als neue Madonna zu etablieren“. Allerdings erzählte Gaga in der Tonight Show with Jay Leno, dass sie eine E-Mail von Madonna erhalten habe, in der Madonna ihre Sympathie für das Lied bekunde. Einige Tage später berichtete CNN, dass Madonna laut ihrem Management nie eine E-Mail an Lady Gaga gesendet habe. Zwei Monate später, als Gaga vom NME Magazin interviewt wurde, nahm sie Stellung zum Vergleich mit Express Yourself:

„Wenn man die Songs vergleicht, ist nur die Progression ähnlich. Es ist übrigens dieselbe, die seit schon 50 Jahren in Diskomusik eine Rolle spielt. Nur weil ich die erste Künstlerin seit 25 Jahren bin, die ihn für das Top 40 Radio verwendet, heißt das nicht, dass ich eine Plagiatorin bin, sondern dass ich verdammt nochmal ziemlich schlau bin. Sorry.“

Born This Way wurde ebenfalls in Asien und Lateinamerika kritisiert, da sich im Liedtext zu Born This Way angeblich Anzeichen von Rassismus gegen ihre Kulturen befinden. Die Latino Gruppen MECha und Chicanos Unidos Arizona erklärten, der Liedtext enthalte die Bezeichnungen „Chola“ und „Orient“, um die Latino und asiatischen Kulturen zu beschmutzen, „das seien die Anzeichen von Rassismus gegen unsere Kulturen“.
Radio Stationen in Malaysia entschieden sich, gewisse Zeilen aus Born This Way, wie „No matter gay, straight or bi, lesbian, transgendered life, I’m on the right track, baby.“ zu zensieren, um nicht gegen die strengen Moralgesetze von Malaysia zu verstoßen. Stattdessen ist in der Radioversion nur ein unverständliches Gemurmel zu hören. In einem Interview mit Google sagte Gaga in Bezug auf die Zensur: „Ich möchte all diesen jungen Menschen in Malaysia sagen, die wollen, dass diese Zeilen im Radio gespielt werden, dass es eure Aufgabe ist, eure Pflicht als junge Menschen, dafür zu sorgen, dass eure Stimmen gehört werden.“ Sie fügte noch hinzu: „Du musst alles tun, was du kannst.“

## Auftritte
Lady Gaga sang Born This Way zum ersten Mal bei den Grammy Awards 2011 am 13. Februar 2011. Sie erschien zu der Verleihung in einem riesigen Gefäß, das von Models getragen wurde und aus dem sie später auf der Bühne heraustrat, was ihre „Wiedergeburt“ symbolisieren sollte. Während der Darbietung spielte Lady Gaga eine Improvisation auf der Orgel, welche auf dem Orgelwerk Toccata und Fuge von Johann Sebastian Bach basierte. Der Song wurde in das Programm der The Monster Ball Tour ab dem 19. Februar 2011 aufgenommen.

## Musikvideo
Das Musikvideo wurde vom 22. Januar bis 24. Januar 2011 in New York gedreht. Der Regisseur des Videos ist Nick Knight. Als Gaststar erscheint das für seine Tätowierungen bekannte Thierry-Mugler-Model Rick Genest in mehreren Einstellungen. In den besagten Einstellungen ist Lady Gaga mit denselben Tattoos zu sehen. Das Video ist am 28. Februar 2011 erschienen.

## Kommerzieller Erfolg

### Chartplatzierungen
Am 16. Februar 2011 verkündete Billboard, dass Born This Way Platz 1 der Billboard Hot 100 erreichte. Der Song wurde der 1000. Nummer-eins-Hit in der Geschichte der Charts und der 19. Song, der jemals auf Platz 1 debütierte. Laut eigenen Aussagen war es für sie die bislang größte Ehrung ihrer Karriere. Born This Way ist Lady Gagas achter aufeinanderfolgender Top-Ten-Song. Außerdem ist es ihr dritter Nummer-eins-Hit. Von der Single wurden in den USA innerhalb von nur drei Tagen 448.000 Downloads verkauft, der größte Absatz eines debütierenden Songs einer weiblichen Künstlerin. Der frühere Rekord wurde von Britney Spears und ihrem Song Hold It Against Me gehalten, welcher 411.000 Downloads in den Vereinigten Staaten registrierte. Nach nur fünf Tagen wurde Born This Way weltweit bei iTunes über eine Million Mal digital verkauft und ist somit die am schnellsten verkaufte Single in der Geschichte von iTunes. Der Song war sechs Wochen lang auf Platz 1 der Hot 100 und ist somit seit Elton Johns Candle in the Wind 1997 im Jahre 1997 der erste Song, der auf Platz eins einstieg und über einen Monat lang seine Position halten konnte. In Kanada debütierte der Song ebenfalls auf Platz 1 und hielt die Position für sieben Wochen.
In Australien debütierte Born This Way auf Platz 1 und wurde dort ihr dritter Nummer-eins-Hit. In Großbritannien stieg der Song am 13. Februar mit 60.000 verkauften Exemplaren auf Rang 3 der Charts ein, obwohl er im Gegensatz zu den anderen Titeln nur 34 Stunden und nicht eine komplette Woche erhältlich war. Der Song debütierte auf Platz 1 in Neuseeland, Spanien, Finnland, in den Niederlanden, in der Schweiz und in Irland, wo es ihr fünfter Nummer-eins-Hit wurde. In Italien debütierte Born This Way auf Platz 2 der Charts. In Schweden debütierte Born This Way ebenfalls auf Platz 2, genauso wie in Norwegen, Belgien, Deutschland, Österreich und Frankreich. In Deutschland wurde Born This Way der erste Song, der nur durch Downloads Platz 1 der deutschen Singlecharts erreichte. In Japan erreichte der Song Platz 1 der Charts und wurde in Japan erst der dritte internationale Song, der die Spitze der japanischen Charts erreichte. In Südkorea erreichte das Lied Platz 14.
| ChartsChartplatzierungen       | Höchstplatzierung | Wochen |
| ------------------------------ | ----------------- | ------ |
| Deutschland (GfK)              | 1 (29 Wo.)        | 29     |
| Österreich (Ö3)                | 1 (26 Wo.)        | 26     |
| Schweiz (IFPI)                 | 1 (30 Wo.)        | 30     |
| Vereinigte Staaten (Billboard) | 1 (20 Wo.)        | 20     |
| Vereinigtes Königreich (OCC)   | 3 (42 Wo.)        | 42     |

| ChartsJahrescharts (2011)      | Platzierung |
| ------------------------------ | ----------- |
| Deutschland (GfK)              | 17          |
| Österreich (Ö3)                | 13          |
| Schweiz (IFPI)                 | 12          |
| Vereinigte Staaten (Billboard) | 18          |
| Vereinigtes Königreich (OCC)   | 14          |

### Auszeichnungen für Musikverkäufe
| Land/Region                  | Auszeichnungen für Musikverkäufe (Land/Region, Auszeichnung, Verkäufe) | Verkäufe   |
| ---------------------------- | ---------------------------------------------------------------------- | ---------- |
| Australien (ARIA)            | 8× Platin                                                              | 560.000    |
| Belgien (BRMA)               | Gold                                                                   | 15.000     |
| Brasilien (PMB)              | Diamant                                                                | 250.000    |
| Dänemark (IFPI)              | Gold                                                                   | 15.000     |
| Deutschland (BVMI)           | Platin                                                                 | 300.000    |
| Frankreich (SNEP)            | —                                                                      | 110.100    |
| Italien (FIMI)               | Platin                                                                 | 30.000     |
| Japan (RIAJ)                 | Diamant                                                                | 1.000.000  |
| Kanada (MC)                  | 9× Platin                                                              | 720.000    |
| Neuseeland (RMNZ)            | Platin                                                                 | 15.000     |
| Norwegen (IFPI)              | 6× Platin                                                              | 60.000     |
| Österreich (IFPI)            | 2× Platin                                                              | 60.000     |
| Schweden (IFPI)              | 5× Platin                                                              | 200.000    |
| Schweiz (IFPI)               | Platin                                                                 | 30.000     |
| Spanien (Promusicae)         | Gold                                                                   | 20.000     |
| Vereinigte Staaten (RIAA)    | 6× Platin                                                              | 6.000.000  |
| Vereinigtes Königreich (BPI) | 2× Platin                                                              | 1.400.000  |
| Insgesamt                    | 4× Gold · 42× Platin · 2× Diamant ·                                    | 10.065.100 |

Hauptartikel: Lady Gaga/Auszeichnungen für Musikverkäufe

### Auszeichnungen für Musikstreaming
| Land/Region     | Auszeichnungen für Musikverkäufe (Land/Region, Auszeichnung, Verkäufe) | Verkäufe |
| --------------- | ---------------------------------------------------------------------- | -------- |
| Dänemark (IFPI) | Platin                                                                 | 100.000  |
| Insgesamt       | 1× Platin ·                                                            | 100.000  |

Hauptartikel: Lady Gaga/Auszeichnungen für Musikverkäufe

## Weitere Interpretationen

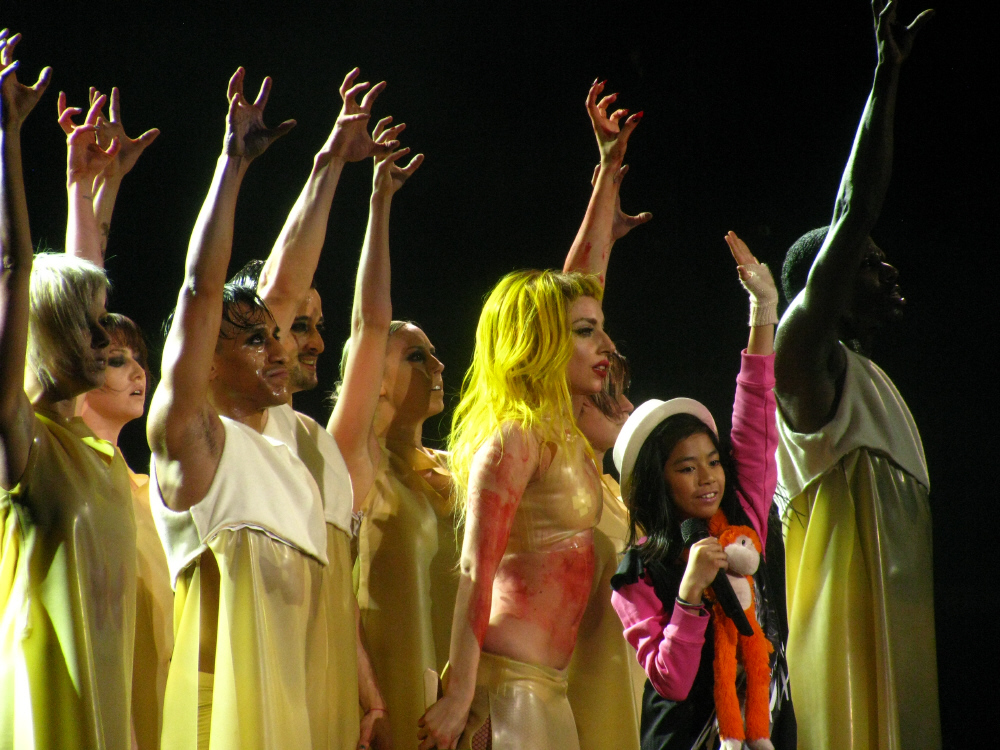
Gaga und Maria Aragon singen Born This Way auf der Bühne in Toronto am 3. März 2011.

Am 3. März 2011, während eines Konzertes in Toronto (Kanada), sang Gaga eine Akustikversion des Lieds mit der zehnjährigen Maria Aragon. Gaga war von Aragons Gesangsfähigkeiten beeindruckt, als die Zehnjährige ihre eigene Interpretation von Born This Way auf Youtube hochlud. Aragon kam schnell in Kontakt mit Gaga und durfte das Lied mit ihr auf der Bühne singen. „Aragon repräsentiert, wovon das Lied handelt,“ sagte Gaga nach dem Auftritt ihren kanadischen Publikum. Später durfte Aragon den Radiosender Hot 103 besuchen, wo sie über ein Telefon den Chorus von Born This Way sang. Bereits am 23. Februar 2011 sang Aragon das Lied in The Ellen DeGeneres Show.
Die amerikanische Popsängerin Katy Perry sang am 7. März 2011 während ihrer California Dreams Tour eine Coverversion von Born This Way in Paris. Katys Auftritt begleiteten zwei Gitarristen. Die Fernsehserie Glee coverte das Lied während einer Episode in der zweiten Staffel. Die Episode wurde auch nach dem Titel des Liedes Born This Way genannt und im April 2011 in den Vereinigten Staaten ausgestrahlt. Ihre Version des Liedes wurde als Download veröffentlicht und verkaufte in der ersten Woche der Veröffentlichung 73.000 Einheiten, damit debütierte das Lied in den Billboard Hot 100 auf Platz 44.
Der amerikanische Singer-Songwriter und Parodist Weird Al Yankovic parodierte Born This Way unter dem Titel Perform This Way. Seine Version wurde am 25. April 2011 veröffentlicht, als erste Single aus seinem dreizehnten Album Alpocalypse. BBC Radio 1s Alex Full als Cornish Fairy und Sänger Kirsten Joy Gill nahmen auch eine Coverversion des Liedes mit dem Titel Cornish This Way im August 2011 auf. Am 20. Mai 2012 wurde im Internet ein Video veröffentlicht, welches Madonna bei einem Konzert ihrer MDNA Tour zeigt. Sie singt ein Medley aus Express Yourself und Born This Way, gefolgt von She’s Not Me, einem Lied aus ihrem Album Hard Candy von 2008, damit kreierte Madonna ein Medien-Spektakel und viele Kritiker spekulierten, Madonna habe Gaga und ihr Lied gedisst, was dadurch bestärkt wird, dass Madonna sie „reductive“ nannte.
Am 10. Mai 2013 sang Tim P. den Song in der Castingshow „The Voice Kids“.
Am 26. Juli 2018 wurde der Song von den Hauptdarstellern der Disney-Channel-Serie Story of Andi in der finalen Folge der Serie interpretiert.